# Німецькі військовополонені Другої світової війни

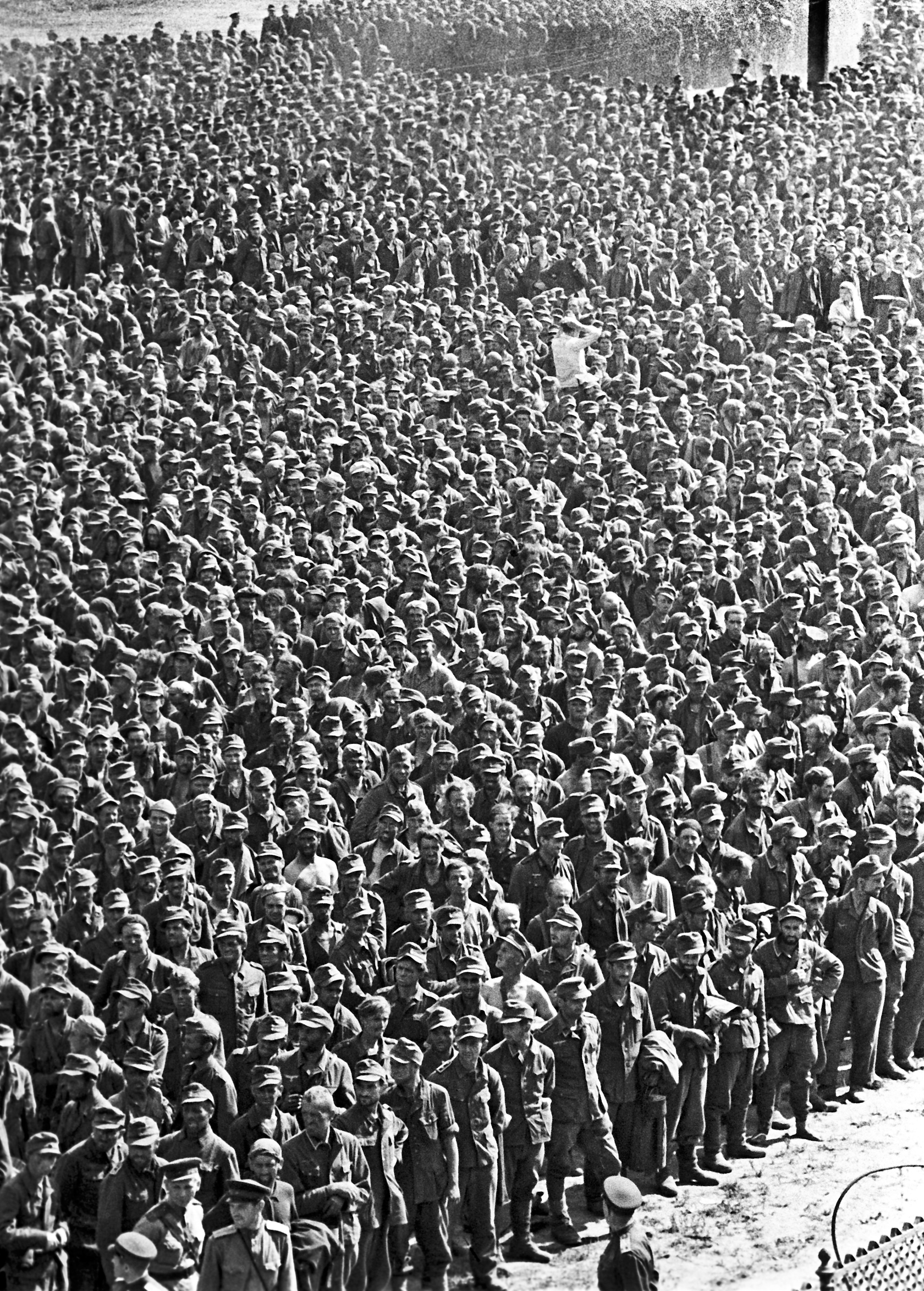
Німецькі військовополонені, захоплені в операції «Багратіон», у Москві. 17 липня 1944

Німецькі військовополонені Другої світової війни — категорія військовослужбовців Збройних сил Третього Рейху, що з тих чи інших обставин, була взята в полон військами союзників по антигітлерівської коаліції за часи Другої світової війни.

## Зміст
З початком Другої світової війни нацистська Німеччина розпочала колосальну за розмахом битву на Європейському континенті, у Північній Африки, у Світовому океані, переважно в Атлантиці. На першому етапі світової війни з вересня 1939 до червня 1941 року вермахт, Ваффен-СС, айнзатцгрупи та інші воєнізовані формування Третього Рейху разом із союзними їм державами завдяки серії успішно проведених військових кампаній та низці дипломатичних заходів захопили більшу частину континентальної Європи. 22 червня 1941 року німецькі війська за сприяння інших країн Осі чисельністю 3,5 мільйонів військових вторглися до Радянського Союзу, і спершу доволі швидко окупували західні регіони СРСР, однак в битві за Москву зазнали першої стратегічної поразки. Починаючи з програної битви за Москву, антигітлерівська коаліція почала завдавати все більше і більше важких поразок німецькій армії, що призвело до мільйонних жертв і величезної кількості військових, що потрапляли у полон союзників.
На момент капітуляції Німеччини, 8 травня 1945 року, близько двадцяти держав, що об'єдналися проти нацистських окупантів, утримували на своєї території німецьких військовополонених. США, Велика Британія, Франція та Радянський Союз утримували переважну більшість з 11 мільйонів, які капітулювали до підписання акту про беззастережну капітуляцію Німеччини у травні 1945 року. Близько 5 мільйонів були звільнені майже негайно, а останні німецькі військовополонені повернулися з Радянського Союзу лише до 1956 року. І західні союзники, і СРСР вчинили злочини проти військовополонених. Тисячі німців-військовополонених загинули в американських та французьких робочих таборах. Найгірша доля спіткала тих військовополонених, що опинилися в Радянському Союзі та в окупованих Радами країнах, таких як Польща. Вони утримувалися в розгалуженій системі таборів і тотально залучалися до різнорідних робіт з великими навантаженнями й обмеженим харчуванням, багато хто не витримав суворі погодні умови Сибіру та інших регіонів СРСР. За оцінками, сотні тисяч полонених померли.
Загальна чисельність німецьких військовополонених, що потрапили в полон за часи Другої світової війни (1 вересня 1939 до 15 травня 1945 року)
| Країни, що утримували            | Загальна чисельність полонених | Кількість загиблих полонених | % смертності |
| -------------------------------- | ------------------------------ | ---------------------------- | ------------ |
| СРСР                             | 3 150 000                      | 1 094 250                    | 34,7 %       |
| Східна та Південно-Східна Європа | 289 000                        | 93 028                       | 32,2 %       |
| Франція                          | 937 000                        | 24 178                       | 2,6 %        |
| США                              | 3 097 000                      | 5 802                        | 0,2 %        |
| Британська імперія               | 3 635 000                      | 1 254                        | 0,03 %       |
| ЗАГАЛОМ                          | 11 108 000                     | 1 217 382                    | 11,0 %       |

### Німецькі військовополонені у Франції, Бельгії та Нідерландах
Західні союзники, що вели бойові дії на півночі Африки, захопили в полон 134 000 німецьких солдатів під час проведення Північно-Африканській кампанії та щонайменше 220 000 до кінця квітня 1945 року було захоплено під час Італійської кампанії.
Проте, найбільшу чисельність німецьких військовополонених, які потрапили в полон західним союзникам до 30 квітня 1945 року на всіх театрах війни, становила понад 3 150 000 людей. За останні тижні до закінчення війни на північному заході Європи англо-американські війська взяли в полон 7 614 790 німецьких військових.

### Німецькі військовополонені у Великій Британії

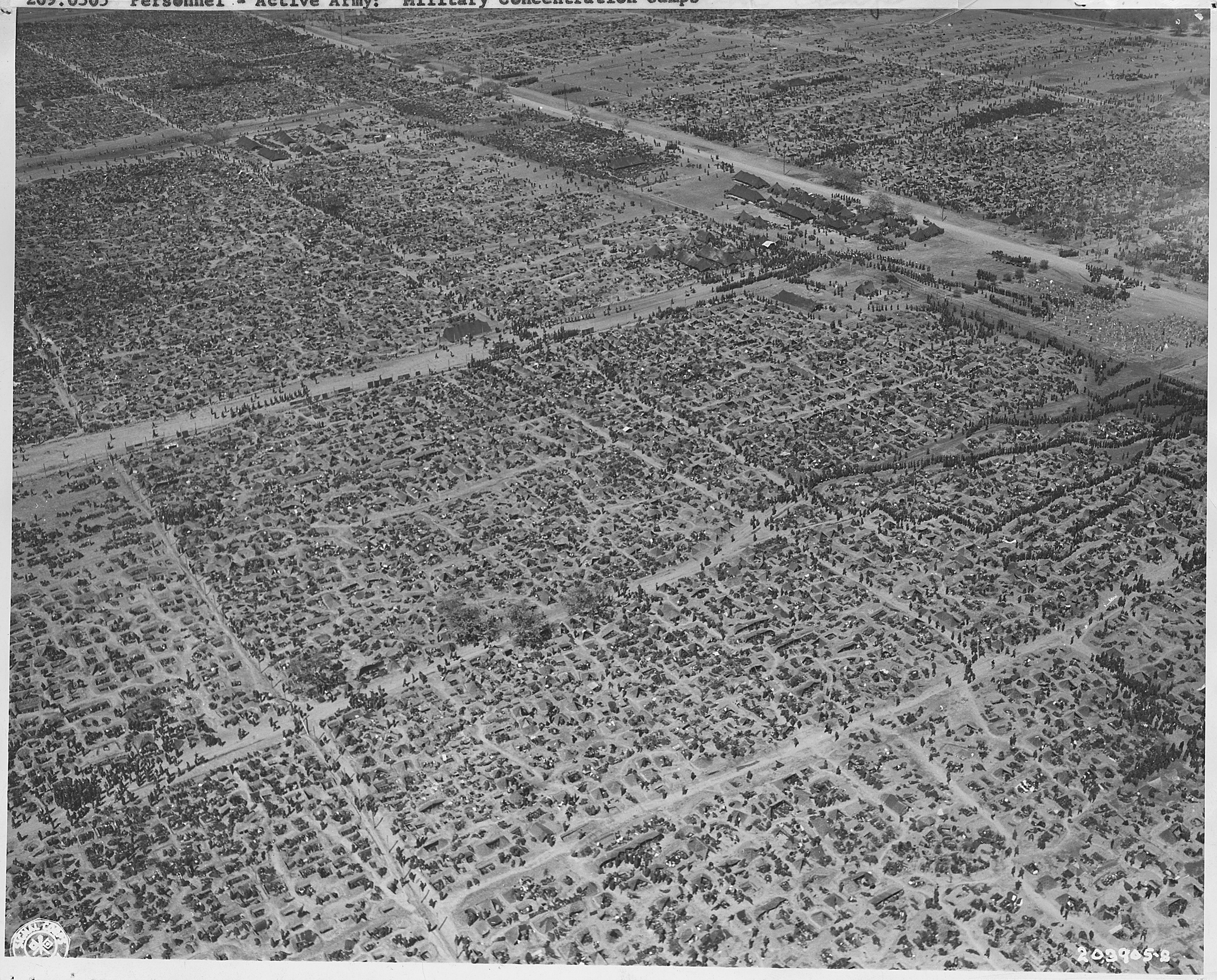
Один з найбільших таборів німецьких полонених, утримуваних американськими військами. Західна Європа. 25 квітня 1945 року

Після вступу Великої Британії у війну, певна кількість німецьких військовослужбовців почала потрапляти в полон через воєнні дії. На початковому етапі збройного конфлікту це були переважно екіпажі літаків військової авіації, збиті над Британськими островами, та підводних човнів, захоплених британськими моряками у відкритому морі.
14 вересня 1939 року британцями були взяти перші німецькі полонені — капітан та екіпаж підводного човна U-39, лише через кілька днів після початку війни, як наслідок невдалої спроби атакувати британський авіаносець «Арк Роял» на Роколлі. Командир човна, Герхард Глаттс, відбув один з найдовших термінів перебування у полоні: його нарешті звільнили у квітні 1947 року після семи з половиною років ув'язнення.
Велика кількість німецьких військовополонених почала поступати до Британії на завершальній стадії світової війни й утримувалася до кінця 1948 року. Їх кількість досягла піку близько 400 000 осіб у 1946 році, а потім почала знижуватися, коли почалася репатріація. Практика ув'язнення значною мірою відрізнялася від умов утримання захоплених німецьких військовослужбовців, які були захоплені у полон арміями інших країн. Поводження з полоненими, хоч і суворе, як правило, було гуманним, і в британській неволі померло менше в'язнів, ніж в інших країнах. Британський уряд також запровадив програму перевиховання, яка мала на меті продемонструвати військовополоненим злочинність нацистського режиму, одночасно сприяючи перевагам демократії. Близько 25 000 німецьких в'язнів залишилися у Великій Британії добровільно після звільнення з таборів військовополонених.

### Німецькі військовополонені у СРСР

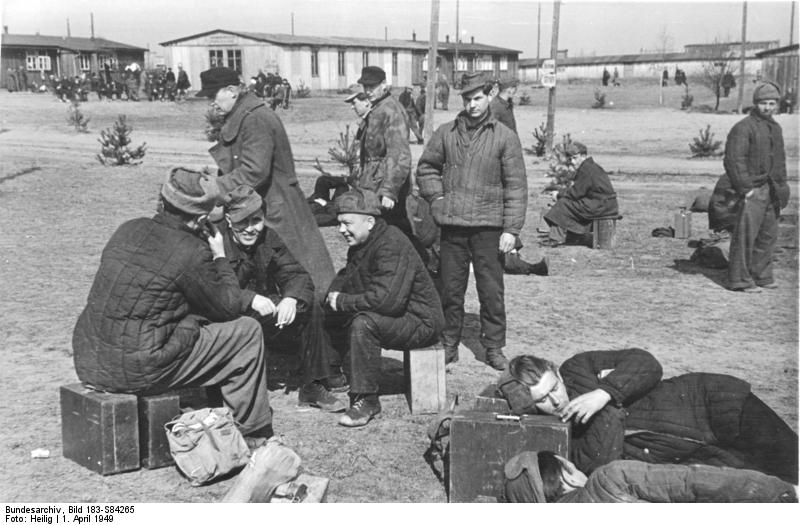
Колишні німецькі військовополонені повертаються з радянського полону. 1 квітня 1949 року

Число військовополонених, що потрапили в полон за часи німецько-радянської війни (22 червня 1941 до 9 травня 1945 року)
| Період                     | Генерали | Офіцери | Унтер-офіцери | Солдати   | Загалом:  |
| -------------------------- | -------- | ------- | ------------- | --------- | --------- |
| 22 червня — 31 грудня 1941 | —        | 303     | 974           | 9 352     | 10 602    |
| 1 січня — 30 червня 1942   | 1        | 161     | 762           | 5 759     | 6 683     |
| 1 липня — 31 грудня 1942   | 2        | 1 173   | 3 818         | 167 120   | 172 143   |
| 1 січня — 30 червня 1943   | 27       | 2 336   | 11 865        | 350 653   | 364 881   |
| 1 липня — 31 грудня 1943   | —        | 866     | 4 469         | 72 407    | 77 742    |
| 1 січня — 30 червня 1944   | 12       | 2 974   | 15 313        | 238 116   | 256 415   |
| 1 липня — 31 грудня 1944   | 51       | 8 160   | 44 373        | 895 946   | 948 530   |
| 1 січня — 30 квітня 1945   | 20       | 10 044  | 59 870        | 1 235 440 | 1 305 344 |
| 1 травня — 8 травня 1945   | 66       | 10 424  | 40 930        | 583 530   | 634 950   |
| ВСЬОГО:                    | 179      | 36 411  | 182 377       | 3 558 323 | 3 777 290 |

Водночас, за уточненими німецькими джерелами, в Радянському Союзі в полоні утримувалося приблизно 3,15 млн німців, з яких приблизно 1,1-1,3 млн не пережили полон.
Радянські джерела називають істотно меншу цифру. За офіційними статистичними даними Управління у справах військовополонених та інтернованих НКВС СРСР радянськими військами з 22 червня 1941 до 17 травня 1945 року були взяті в полон всього 2 389 560 військовослужбовців німецької національності, з них 376 генералів і адміралів, 69 469 офіцерів і 2 319 715 унтер-офіцерів і солдатів. До цього числа слід додати ще 14,1 тис. осіб, відразу поміщених (як воєнні злочинці) у спецтабори НКВД, що не входили в систему УПВІ/ГУПВІ, від 57 до 93,9 тис. (існують різні цифри) німецьких військовополонених, які померли ще до того, як вони потрапили в систему УПВІ/ГУПВІ, і 600 тис. — звільнені прямо на фронті, без передачі в табори, — важливе застереження, оскільки в загальну статистику числа військовополонених в СРСР їх зазвичай не включають.
1 липня 1941 року радянський уряд затвердив «Положення про військовополонених», за яким полоненим гарантувалося відповідне їх статусу поводження, надання медичної допомоги на рівних з радянськими військовослужбовцями підставах, можливість листування з родичами та отримання посилок. Формально дозволялися навіть грошові перекази. Насправді «Положення про військовополонених» використовувалося лише як інструмент пропаганди на солдатів вермахту. Серед іншого, СРСР відмовився обмінятися через Міжнародний Червоний Хрест списками військовополонених, що було основним умовою для отримання ними допомоги з Німеччини. А в грудні 1943 року Радянський Союз взагалі розірвав всі контакти з цією організацією.
13 серпня 1945 року Державний комітет оборони СРСР видав постанову «Про звільнення та повернення на батьківщину 708 тис. військовополонених рядового і унтер-офіцерського складу», до числа яких були включені тільки інваліди та інші непрацездатні полонені.

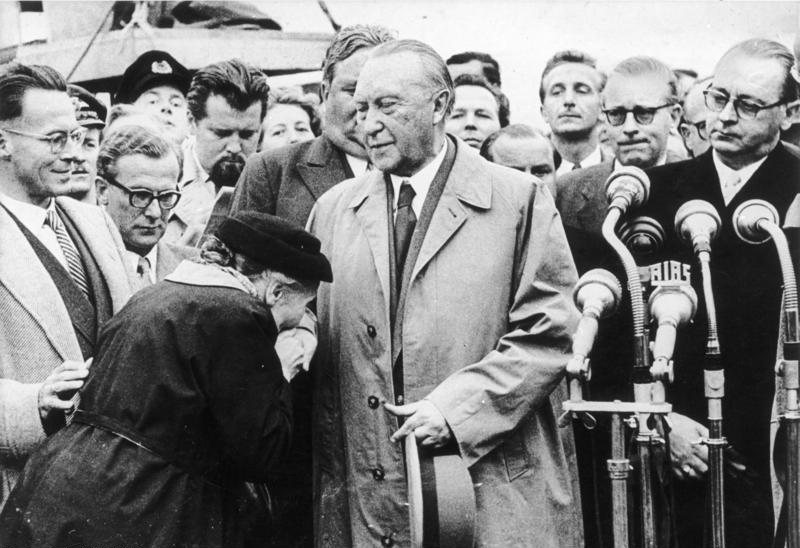
Мати німецького полоненого дякує Конрада Аденауера за повернення свого сина з радянського полону. 14 вересня 1955 року

Станом на жовтень 1946 року у радянських таборах залишалися 1 354 759 німецьких військовополонених, зокрема: генералів — 352, офіцерів — 74 506, унтер-офіцерів і солдатів — 1 279 901 особа. Це число скорочувалося досить повільно. Наприклад, на виконання постанови Ради Міністрів СРСР від 16 травня 1947 року «Про відправку до Німеччини непрацездатних військовополонених колишньої німецької армії і інтернованих німців» було наказано: «звільнити в 1947 році з таборів МВС, спецгоспіталів, робочих батальйонів Міністерства Збройних Сил та батальйонів для інтернованих і відправити до Німеччини 100 тис. непрацездатних військовополонених колишньої німецької армії (німців) і 13 тис. непрацездатних інтернованих німців». При цьому звільнення підлягала і частина офіцерів — у званні до гауптмана включно.
Загалом за даними військового історика генерал-полковника Г.Кривошеєва за час Другої світової війни до таборів військовополонених було запроторено 2 388 443 військових німецького походження, з яких було звільнено 2 031 743 особи, а 356 700 померло в полоні.

### Німецькі військовополонені у США

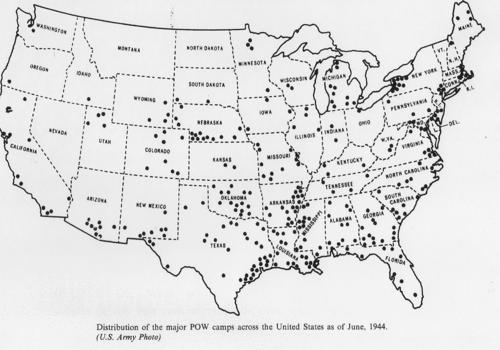
Табори військовополонених на карті США за станом на червень 1944 року

За даними Управління генерального маршала армії США на території США у 700 таборах у 46 континентальних штатах перебувало 425 000 німецьких полонених.
Після вступу у грудні 1941 року США у Другу світову війну британський уряд попросив американців про допомогу прийняти німецьких військовополонених через проблеми розміщення таборів військовополонених на Британських островах. США погодилися розмістити їх, і в міру перебігу подій на фронті, спочатку в Північній Африці, а потім в Італії та в Західній Європі, судна, переважно типу «Ліберті», з полоненими на борту почали прибувати до американських портів. За оцінками приблизно 30 000 осіб щомісяця прибувало й розміщувалося у розгалуженій системі таборів на території США.

## Відео
- German Prisoners Of War In France (1939)